# Tyniec
Tyniec je zgodovinska vas na Poljskem ob reki Visli, od leta 1973 del mesta Krakov (trenutno v okrožju Dębniki). Tyniec je znan po benediktinskem samostanu, ki ga je leta 1044 ustanovil kralj Kazimir I. Obnovitelj.

## Etimologija
Ime vasi izvira iz keltske besede tyn, kar pomeni zid ali ograjo, kar pomeni, da zgodovina Tynieca kot utrjenega naselja sega v predslovanske čase.

## Geografija
Tyniec leži 12 km jugozahodno od središča Krakova, na desnem bregu Visle, med apnenčastimi jurskimi griči, imenovanimi Tynieski hribi, z najvišjim Wielogora (imenovanim tudi Guminek), 293 m n. v.. Poleg tega ima Tyniec kanjon Visle (imenovana vrata Tyniec), naravni rezervat Skolczanka (ustanovljen leta 1957) in lokalno znan vodni vir Zrodlo Swietojanskie, edini tovrstni vir v mestu Krakov. V starih časih je bila vas ob trgovski poti iz Krakova preko Oświęcima na Moravsko in Češko.

## Zgodovina
Zgodovina poselitve ljudi na območju vasi sega v paleolitsko obdobje. Na vrhu hriba Klasztorna so našli sledi neolitske naselbine. Imela je keramično delavnico, bila je tudi kovnica, ki je izdelovala srebrne keltske kovance.
Verjetno v začetku 10. stoletja so Tyniec naselili Vistulani, ki so okoli leta 1000 postali del zgodnjega Kraljevine Poljske. Vas je bila kraljeva last in odločitev kralja Kazimirja I., da tu postavi benediktinski samostan (ok. 1040), velja za enega najpomembnejših dogodkov v zgodovini Tynieca. Leta 1259 so vas med mongolsko invazijo na Poljsko uničile tatarske horde, ki so se usmerile iz Krakova proti Šleziji. Popolno uničenje je spet prinesla švedska invazija na Poljsko. Leta 1772 so vas v času Barske konfederacije branili poljski uporniki, ki so se borili proti Rusom. Po razdelitvi Poljske je bil Tyniec skupaj s samostanom priključen Habsburškemu cesarstvu in je ostal v provinci Galicija od leta 1772 do konca leta 1918. Leta 1816 so avstrijske oblasti samostan zaprle in kompleks se je postopoma začel spreminjati. v ruševino.
V 19. stoletju je bil Tyniec velika, a revna vas. Njegove hiše so bile skoncentrirane na dveh območjih – okoli samostana in ob starodavni cesti Krakov – Oświęcim. Njegovi prebivalci so se preživljali s prevozom ljudi in blaga po Visli s svojimi čolni in majhnimi trajekti. Leta 1973 je bil Tyniec priključen mestu Krakov.

## Ciril-Metodov samostan
Zgodovinsko gledano in pred prihodom rimokatolikov so bili menihi v Tyniecu del Ciril-Metodove krščanske tradicije. Ciril-Metodove menihe so nasledili benediktinci. Ciril-Metodova tradicija se je na Moravskem začela leta 862. Brata Ciril in Metod sta bila misijonarja, ki sta za moravske Slovane uveljavila krščanstvo v domačem jeziku. Ta praksa se je hitro razširila po vsej regiji in na območjih, ki so zdaj na Poljskem. Tyniecovi menihi so opravljali liturgijo in brali psalme in evangelije v praslovanskem jeziku, ki izhajajo iz tega obdobja. Leta 1096 so bili menihi Tynieca izgnani in maša slovanskega obreda, ki je odobrila rimskokatoliško vero, zatrta. Ti izgoni so sovpadali z vladavino poljskega vojvode Vladislava I. Hermana, ki je rojstvo svojega prvega dečka pripisal pomoči benediktincem Saint-Gillesa v južni Franciji, ki jim je prej poslal veliko bogastvo in prosil za priprošnjo za rojstvo zdravega otrok. Izgoni so bili vzporedni dogodki v skoraj istem letu po vsej regiji, predvsem v samostanu Sazava, kjer je bila tudi maša slovanskega obreda še vedno v uporabi kot v Tyniecu. Tam so bili izgnani tudi Ciril-Metodovi sazavski menihi in zamenjani z menihi latinskega obreda. Ti izgoni v Sazavi so sovpadali z vladavino češkega vojvode Bretislava II.

## Benediktinski samostan
Kdaj točno je bil ustanovljen benediktinski samostan, ni znano. Domneva se, da je kralj Kazimir I. ponovno ustanovil opatijo leta 1040 med obnovo novoustanovljene Kraljevine Poljske, po poganskem uporu in katastrofalnem napadu vojvode Bretislava I. (1039).
Benediktinci, ki jih je v Tyniec povabil kralj Kazimir I., so imeli nalogo vzpostaviti red ter utrditi položaj države in Cerkve. Prvi opat Tynieca je bil Aron, ki je postal krakovski škof. Ker ni prepričljivih dokazov, ki bi podprli datum ustanovitve leta 1040, nekateri zgodovinarji trdijo, da je sedanji samostan ustanovil sin Kazimirja I., kralj Boleslav II. Poljski.
V drugi polovici 11. stoletja je bil dokončan kompleks romanskih stavb, ki ga sestavljata bazilika in samostan. V 14. stoletju je bil med tatarskimi in češkimi vpadi uničen, v 15. stoletju pa je bil obnovljen v gotskem slogu. Nadaljnja obnova je potekala v 17. in 18. stoletju, najprej v baroku, nato v rokokoju. Samostan je bil delno uničen med švedsko invazijo na Poljsko, kmalu zatem pa je bil obnovljen z novo knjižnico. Nadaljnje uničenje se je zgodilo med Barsko konfederacijo, ko so poljski uporniki opatijo spremenili v svojo trdnjavo.
Leta 1816 so avstrijske oblasti samostan ukinile, v letih 1821–1826 pa je bil v njej sedež Tynieskega škofa Grzegorza Tomasza Zieglerja. Menihi so se v samostan vrnili šele leta 1939, leta 1947 pa se je začela preureditev zanemarjenega kompleksa. Leta 1968 je bila cerkev sv. Petra in Pavla ponovno imenovana za opatov sedež. Cerkev je sestavljena iz gotskega prezbiterija in baročne glavne ladje. Več oltarjev je ustvaril italijanski kipar Francesco Placidi v 18. stoletju. V cerkvi je tudi poznobaročna prižnica Franciszeka Jozefa Mangoldta.
Več kot stoletje je samostan ostal nezaseden. Le v zadnjih dneh julija 1939, mesec dni pred izbruhom druge svetovne vojne, se je vanjo vselilo enajst belgijskih menihov.

## Galerija
- Pogled na samostan Tyniec
- Pogled na samostan iz Piekaryja, Krakov
- Notranje dvorišče
- Cerkev svetih Petra in Pavla
- Notranjost cerkve